# ジョエル・マル
ジョエル・マル（Joël Mall、1991年4月5日 - ）は、スイス出身、キプロス代表のサッカー選手。ポジションはGK。

## クラブ歴
FCアーラウの下部組織出身でトップチームに昇格。2014年11月のFCチューリッヒ戦では相手のアミン・シェルミティが蹴ったペナルティキックをマルが弾き、その球をシェルミティがシュートし、更にマルが弾き、三度シェルミティがシュートした所を、マルの上を跳んでいたイーゴル・エンガンガが後ろ向きでクリアするという一幕があり、メディアに取り上げられた。
2015年夏にグラスホッパー・クラブ・チューリッヒに完全移籍。
2017年夏にSVダルムシュタット98に完全移籍。
2018年夏にパフォスFCに移籍。
2019年夏にアポロン・リマソールに移籍。
2021年にAEKラルナカに移籍。同年夏にオリンピアコス・ニコシアに移籍。
2023年6月21日、セルヴェットFCに移籍。

## 代表歴
スイス代表としてはU-20代表に招集歴があった。
キプロスに帰化した後、2023年6月17日にUEFA EURO 2024予選のノルウェー代表戦でA代表初出場。